# Cucina buddista

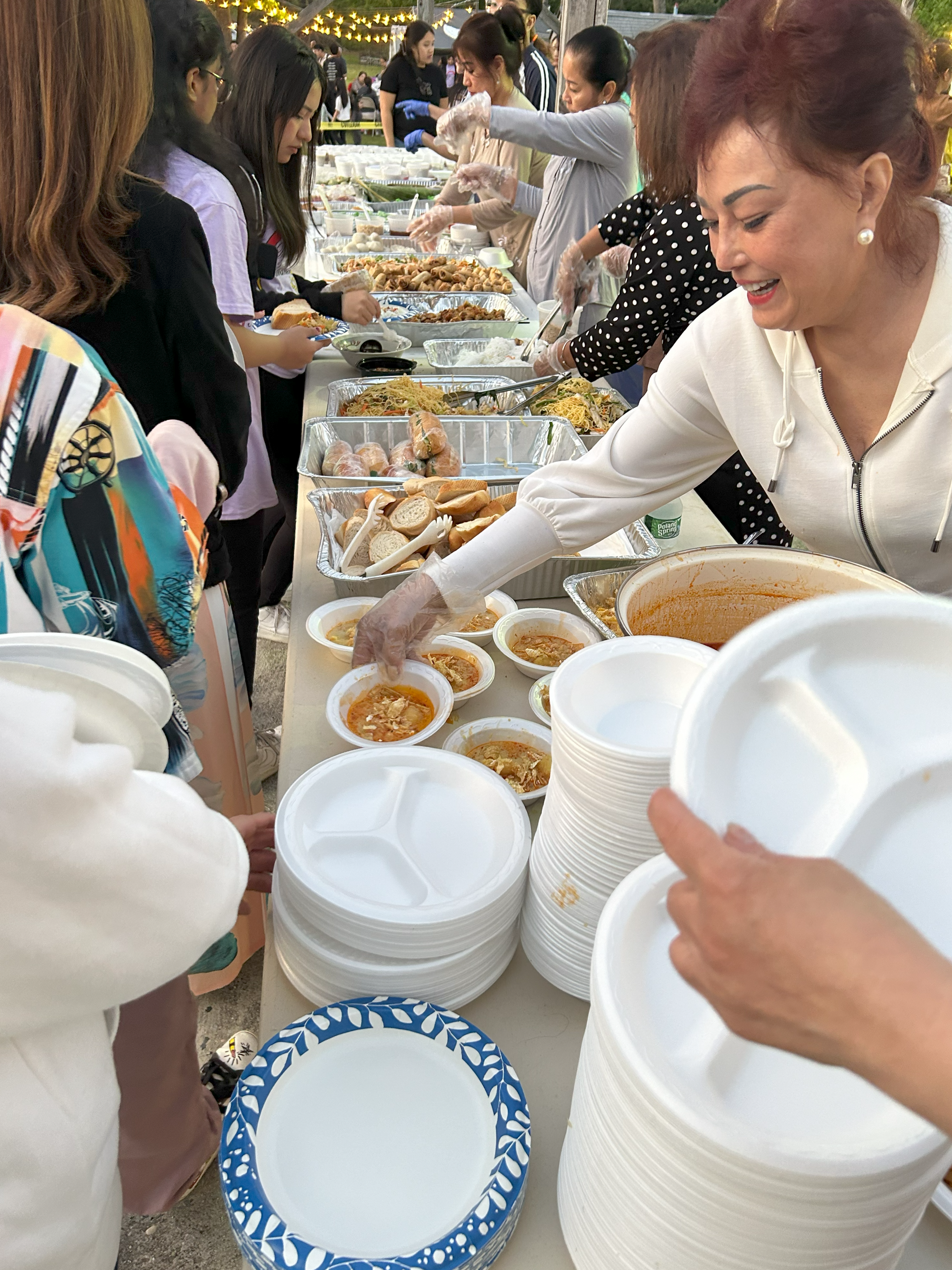
Celebrazione del compleanno di Buddha in un tempio buddista a Egg Harbor Township, New Jersey

La cucina buddista è una tradizione culinaria dell'Asia orientale, praticata da alcuni seguaci del buddismo, di tipo prevalentemente vegetariano, al fine di rispettare il precetto buddista dell'ahiṃsā (nonviolenza). Lo sviluppo dell'alimentazione buddista in quanto stile culinario distintivo è legato ai monasteri, dove un membro della comunità è designato a capo delle cucine e deve fornire pasti adeguati alla vita monastica. I templi aperti ai visitatori possono anche offrire pasti a questi ultimi; alcuni templi hanno effettivamente mantenuto un'attività di ristorazione nei loro edifici.
Questa cucina è conosciuta come zhāicài (斋菜S, lett. "cucina vegetariana") in Cina, Hong Kong, Singapore e Taiwan; đồ chay in Vietnam; shōjin ryōri (精進料理? , "cucina di devozione") in Giappone; sachal eumsik (사찰음식?; "cibo del tempio") in Corea e con altre denominazioni in molti altri paesi.
Il vegetarianismo è comune anche in altre religioni dharmiche come l'induismo, il giainismo e il sikhismo, nonché in religioni dell'Asia orientale come il taoismo. Mentre molti monaci sono vegetariani tutto l'anno, molti credenti seguono il regime vegetariano buddista solo temporaneamente, in modo simile al digiuno cristiano.

## Filosofie riguardanti l'alimentazione

### Vegetarianismo

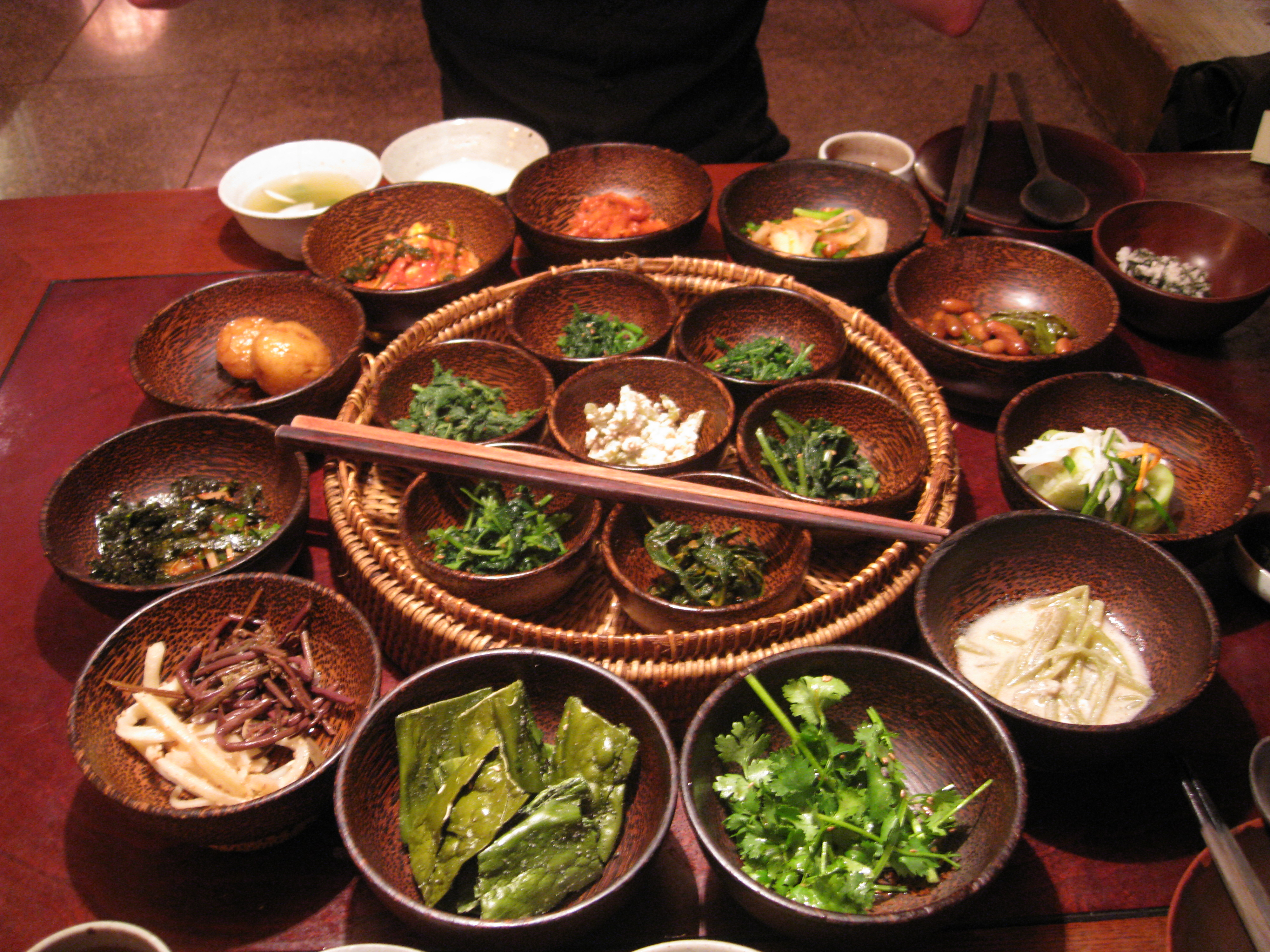
Tipico pasto buddista coreano (sachal eumsik)

La maggior parte dei piatti considerati strettamente buddisti sono vegetariani, ma le opinioni sul vegetarianismo e le restrizioni sul consumo di carne variano tra le diverse correnti buddiste.
Il termine pāli/sanscrito che si riferisce ai monaci e alle monache significa "coloro che cercano l'elemosina". I seguaci della via theravāda devono consumare gli avanzi alimentari che vengono loro offerti, compresa la carne. Tuttavia, esiste un'eccezione a questa regola: quando i monaci e le monache vedono, sentono o sanno che un animale è stato ucciso appositamente per l'elemosina, il consumo di quella carne avrebbe un impatto negativo sul karma. La stessa restrizione è seguita anche dai buddisti laici ed è conosciuta come il consumo di "carne tre volte pura" (三净肉S, sānjìngròuP). Inoltre, i sutra pāli che stabiliscono questa regola indicano che il Buddha respinse la proposta del suo discepolo Devadatta di includere il vegetarianismo tra i precetti monastici.
Nella tradizione mahāyāna, al contrario, l'aderenza ai sutra pāli è oggetto di contestazione e alcuni sutra inclusi nel canone mahāyāna contengono diverse esplicite proibizioni del consumo di carne: "Il consumo di carne spegne il seme della compassione suprema." D'altra parte, seguire ciecamente il vegetarianismo o le regole buddiste in situazioni d'emergenza potrebbe entrare in conflitto con la stessa filosofia mahāyāna, in quanto l'ostinazione o l'attaccamento a qualcosa è considerato "testardaggine" (执著) e può diventare un ostacolo al nirvana o all'illuminazione.
Le correnti buddiste giapponesi generalmente ritengono che il Buddha abbia consumato carne. Tutte le scuole del buddismo giapponese del periodo Kamakura (zen, Nichiren, Jōdo) hanno allentato il vinaya mahāyāna e, di conseguenza, il vegetarianismo è opzionale in esse. Il buddismo tibetano ritiene che le tecniche tantriche rendano il vegetarianismo superfluo. La comunità monastica cinese e vietnamita, e la maggior parte del buddismo coreano, aderiscono rigorosamente al vegetarianismo.
Tuttavia, sia il buddismo mahāyāna che il theravāda ritengono che chiunque sia libero di praticare il vegetarianismo al fine di coltivare la virtù (pāramitā) dei bodhisattva.

### Altre restrizioni

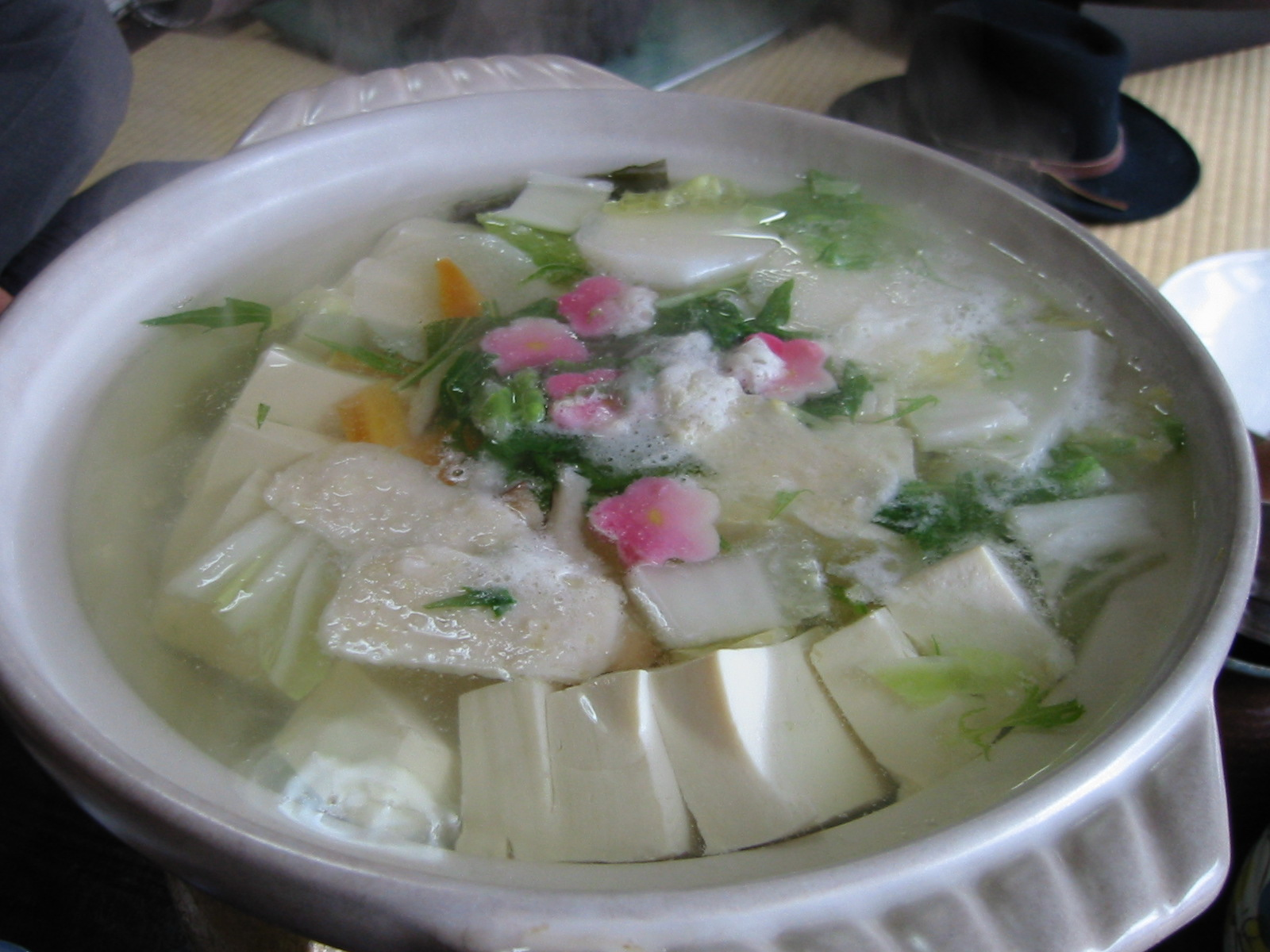
Un esempio di shōjin ryōri consumato a Kyoto, in Giappone, al tempio zen di Ryōan-ji

La cucina buddista dell'Asia orientale differisce dalla cucina vegetariana occidentale in un aspetto, ovvero quello di evitare di danneggiare le piante, in quanto la vinaya buddista lo proibisce. Pertanto, in senso stretto, non vengono utilizzate radici (come patate, carote o cipolle), poiché ciò comporterebbe la morte della pianta; al loro posto si utilizzano legumi o frutta. Tuttavia, questa versione rigorosa della dieta è spesso praticata solo in occasioni speciali.
Alcuni buddisti mahāyāna provenienti da Cina, Giappone e Vietnam evitano specificamente il consumo di piante con aromi forti, tradizionalmente aglio, cipollotto, assafetida, scalogno e aglio serpentino, chiamate "cinque verdure dall'odore forte e acre" (五荤) o "cinque spezie" (五辛), poiché tendono a stimolare i sensi. Questo si basa sugli insegnamenti presenti nei Brahmajālasūtra, Śūraṃgama sūtra e Laṅkāvatārasūtra (capitolo 8). In tempi moderni, questa regola è spesso interpretata per includere anche altre verdure del genere Allium, con l'aggiunta del coriandolo. Questa abitudine è in sintonia con lo stile di vita ascetico dei taoisti, ma anche con molte credenze degli induisti e dei giainisti, che evitano cibi dai sapori amari e piccanti.
Il cibo consumato da un buddista rigoroso, anche se non è vegetariano, segue linee guida specifiche. Per molti buddisti cinesi, è da evitare il consumo di carne bovina, oltre ad altri animali di grandi dimensioni e specie esotiche. Questa pratica è legata alla già menzionata regola "sānjìngròu". Una restrizione meno conosciuta riguarda l'astinenza dal consumo di frattaglie animali, note come "xiàshui" (下水).
Inoltre, anche il consumo di alcol e altre droghe è evitato da molti buddisti, poiché possono influire sul loro stato mentale. Questo fa parte dei Cinque precetti, che stabiliscono che non si dovrebbero consumare "sostanze assuefacenti". La definizione di "assuefacente" può variare da individuo a individuo, ma la maggior parte dei buddisti considera alcol, tabacco e droghe illegali come tali.
Sebbene gli effetti di dipendenza dalla caffeina siano ben noti, le bevande caffeinate, in particolare il tè, non rientrano in questa restrizione; il tè è considerato benefico per la salute e utile, con il suo effetto blandamente stimolante per la mente. Tra coloro che praticano la meditazione, la sostanza è considerata in grado di preservare la vigilanza di una persona e di mantenerla sveglia senza eccitazione.

### Semplicità e naturalezza
Molti stili culinari regionali possono essere adottati dai buddisti, a condizione che il cuoco tenga a mente le restrizioni menzionate sopra e prepari il cibo, solitamente semplici preparazioni, con una particolare attenzione alla qualità, al gusto e all'aspetto salutare dell'alimentazione. Spesso con risorse finanziarie limitate, i cuochi dei monasteri devono fare il meglio possibile con gli ingredienti a loro disposizione.
Nel Tenzo Kyōkun ("Istruzioni per la cucina zen"), Eihei Dōgen, fondatore della scuola buddista Zen Sōtō, scrisse quanto segue sull'atteggiamento zen da adottare nei confronti del cibo:

## Ingredienti

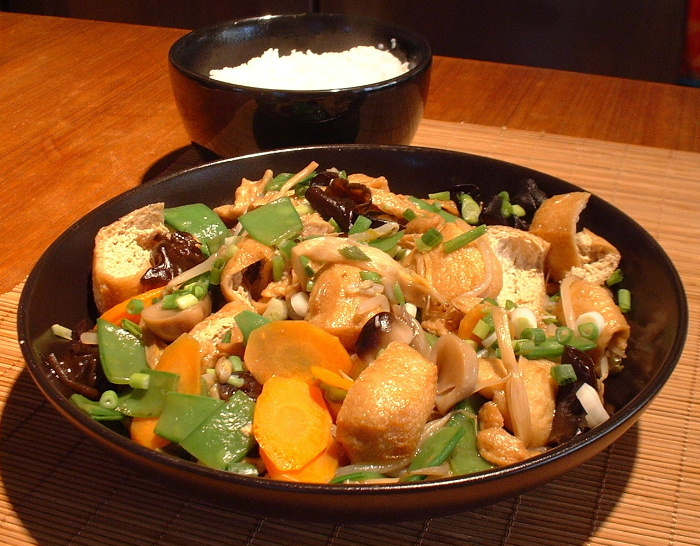
La Delizia di Buddha, piatto vegano della cucina buddista cinese

Dato il predominio del riso nella maggior parte delle regioni dell'Asia orientale, dove il buddismo è la religione più praticata, esso è posizionato al centro del tavolo come alimento di base nei pasti buddisti, spesso sotto forma di porridge o congee. La pasta o altri prodotti a base di cereali sono anch'essi serviti frequentemente. Verdure di vario tipo vengono generalmente saltate in padella o bollite nel brodo e possono essere consumate con diverse salse. Uova e latticini sono talvolta permessi e possono occasionalmente essere presenti in tavola, ma in quantità limitate; i latticini non sono comuni nelle preparazioni puramente giapponesi o cinesi, ma possono apparire nei piatti provenienti da monasteri americani ed europei che seguono queste pratiche. Le uova sono spesso considerate quasi allo stesso modo della carne e sono evitate da molti buddisti.
Il condimento è modellato in base a ciò che è comune nella cucina locale; ad esempio, la salsa di soia e il dashi vegano sono molto diffusi nella cucina dei monasteri giapponesi, mentre i piatti al curry possono predominare nel Sud-est asiatico. I dolci e i dessert non vengono consumati spesso ma sono ammessi con moderazione; possono essere serviti in occasioni speciali, come durante una cerimonia del tè nella tradizione zen.

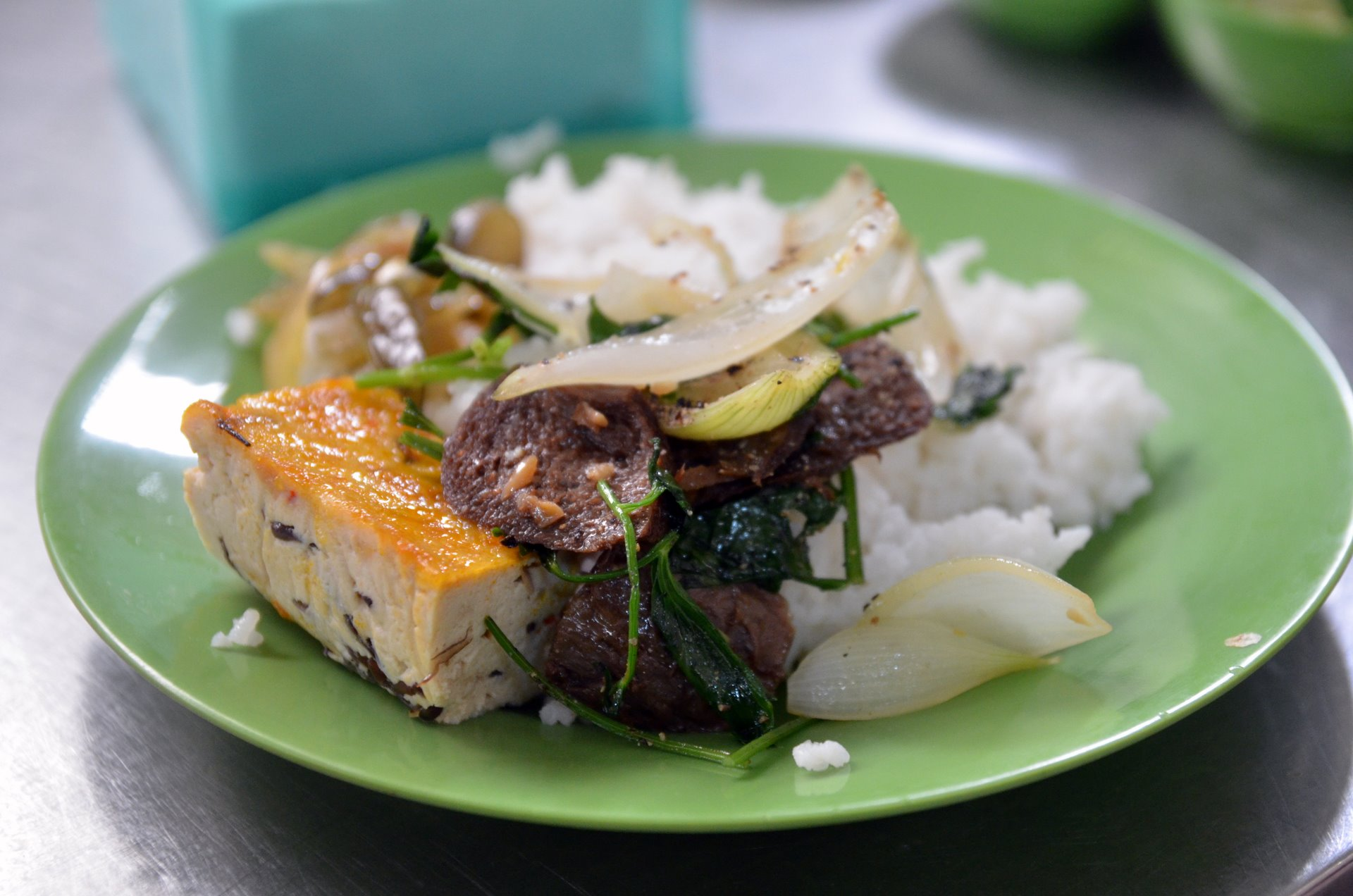
Piatto vegetariano in un ristorante buddista a Ho Chi Minh

I cuochi buddisti sono diventati estremamente creativi nel mimare la consistenza e il sapore della carne, utilizzando preparazioni a base di seitan, kaofu, soia (sotto forma di tofu o tempeh), agar-agar, konjac e altri prodotti vegetali. Il tofu e il seitan, in particolar modo, sono ingredienti molto versatili in quanto possono essere modellati in diverse forme e texture e assorbono gli aromi (per conferire loro un sapore simile a quello della carne o di qualsiasi altro cibo), pur avendo un sapore neutro di base.
Alcuni buddisti seguono una dieta vegetariana solo durante il primo e il quindicesimo giorno del calendario lunare (giorni di digiuno), durante la vigilia del Capodanno cinese e durante le festività sacre ancestrali. Per soddisfare sia questo tipo di clientela che i vegetariani a tempo pieno, il menu di un ristorante buddista di solito non presenta differenze sostanziali rispetto a quello di un tipico ristorante dell'Asia orientale, tranne per il fatto che le ricette che solitamente includono carne vengono servite con alternative a base di soia o seitan.

## Variazioni in base alle correnti
Secondo alcuni libri di cucina pubblicati in inglese, i pasti formali nei monasteri di tradizione zen seguono solitamente uno schema di "tre ciotole" di dimensioni decrescenti. Il primo, il più grande, è un piatto a base di cereali come il riso, la pasta o il congee; il secondo contiene un piatto di proteine, spesso una specie di stufato o zuppa; infine, il terzo e più piccolo è un piatto di verdure o un'insalata.